# Изящное искусство создавать себе врагов

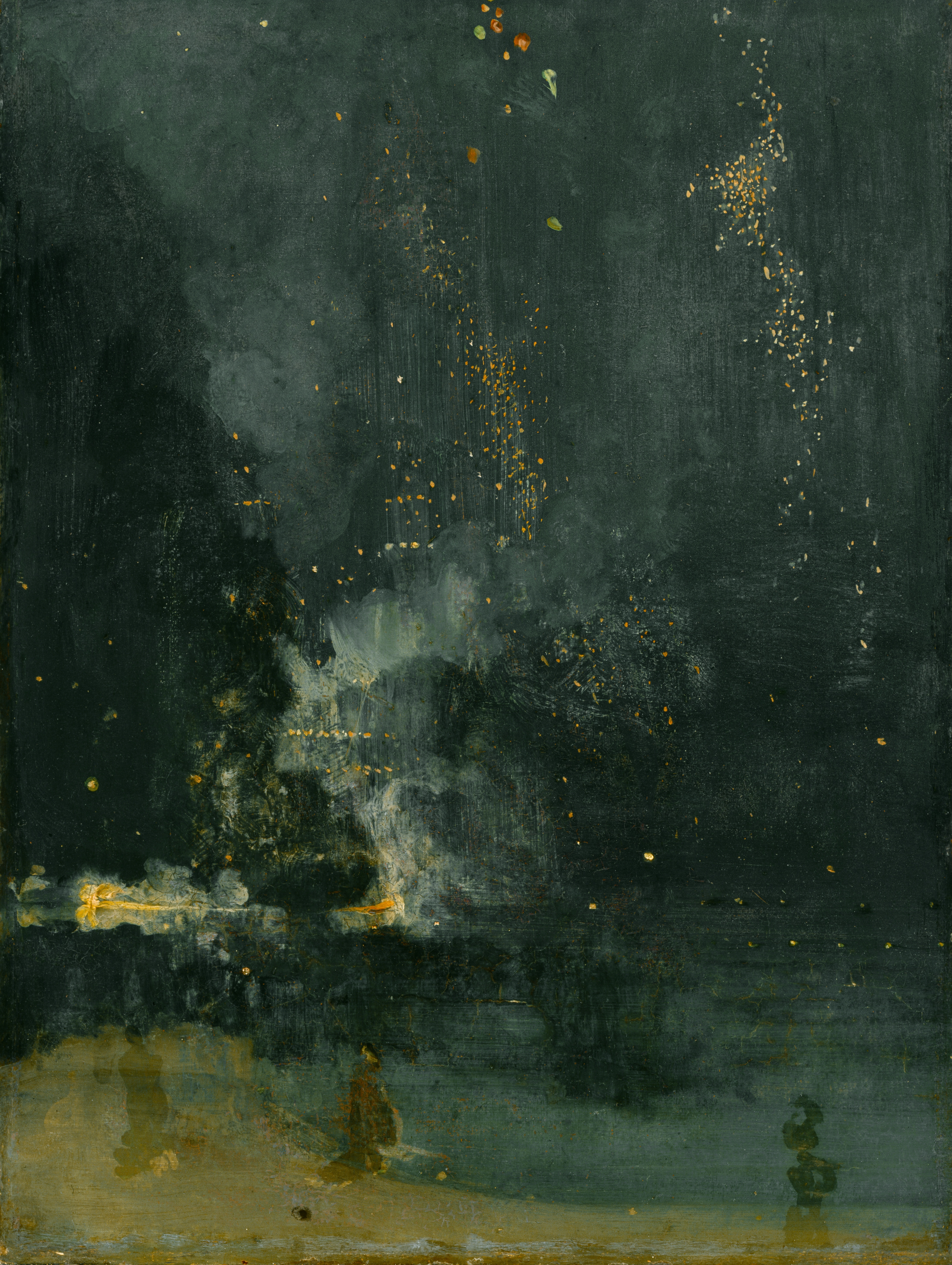
Ноктюрн в черном и золотом — падающая ракета. Джеймс Уистлер. Уистлер подал в суд на Рёскина за критику данной картины.

«Изящное искусство создавать себе врагов» (англ. The Gentle Art of Making Enemies) — книга художника Джеймса Уистлера, изданная в 1890 году. Эта книга была частично ответом на знаменитый судебный процесс с критиком Джоном Рёскиным.  
В 1877 году Уистлер подал в суд на Джона Рёскина за клевету после того, как критик осудил его картину «Ноктюрн в черном и золотом. Падающая ракета». Работа выставлялась в галерее Гросвенор. Рёскин, который был сторонником прерафаэлитов и Уильяма Тёрнера, раскритиковал работу Уистлера в своей публикации Fors Clavigera 2 июля 1877 года и   обвинил художника в том, что тот «плеснул горшок с краской в лицо публике». 
Книга содержит письма Уистлера в газеты, в которых рассказывается о его многочисленных мелких жалобах на различных знакомых и друзей. 
Стэнли Вайнтрауб, биограф Уистлера предполагал, что книга была достаточно противоречива, чтобы Уистлер смог бы стать известен благодаря ей, а не за своё искусство на момент смерти.

## Издания
На английском языке
- Whistler J. A. M. The Gentle Art of Making Enemies :  [англ.] : as pleasingly exemplified in many instances, wherein the serious ones of this earth, carefully exasperated, have been prettily spurred on to unseemliness and indiscretion, while overcome by an undue sense of right. — London : W. Heinemann, 1890. — [16], 292 p. — OCLC 65199705.

На русском языке
- Уистлер Д. М. Н. Изящное искусство создавать себе врагов / Джемс Мак Нейль Уистлер ; [вступ. статья, с. 3-28, сост., перевод и примеч. Е. А. Некрасовой]. — М. : Искусство, 1970. — 287 с., 21 л. ил. — 10 000 экз.
  - Уистлер Д. А. М. Изящное искусство создавать себе врагов : шутливо показанное на многих примерах, когда чрезмерно серьезных людей, лишенных самообладания, раздражали и весело подзадоривали к непристойной и бестактной болтливости / Джеймс Макнил Уистлер ; [пер. с англ., предисл., коммент. Е. А. Некрасовой]. — М. : Ад Маргинем Пресс [и др.], 2016. — 254, [1] с. : факс. — ISBN 978-5-91103-287-6.

## Ссылка
- Нежное искусство создания врагов в проекте Гутенберга